# USS LST-860
O USS LST-860 foi um navio de guerra norte-americano da classe LST que operou durante a Segunda Guerra Mundial.